# Pierre Pica
Pour les articles homonymes, voir Pica.
Pierre Pica, né le 5 janvier 1951, est un linguiste français spécialisé dans le domaine de la syntaxe comparative. Chargé de recherche au CNRS de 1974 à 2015, il est professeur associé à l'institut du cerveau de l'Université fédérale de Rio Grande do Norte (en) (Brésil).

## Recherches
Pierre Pica a en particulier travaillé sur la notion de paramètres et proposé une généralisation permettant d’en réduire le nombre (parfois appelée « généralisation de Pica ») ; il a aussi montré que les différentes propriétés des pronoms réfléchis peuvent être dérivées de leurs propriétés morphologiques .
Il s’intéresse à la distinction entre faculté de langage interne et externe et œuvre à une distinction fine entre phénomènes de compétence et performance.
Spécialiste de la théorie du liage , et de ses liens avec l'évidentialité, il travaille, depuis une quinzaine d'années, sur le mundurukú (langue indigène parlée dans l’État du Pará, Brésil ) et collabore avec Stanislas Dehaene et Elizabeth Spelke à l’étude des expressions liées à la numération dans cette langue, ainsi qu’a l’importance de ces données pour l’étude de l’interaction entre faculté de langage et connaissances noyaux (pré-verbales) . Ces travaux, qui soulignent l'importance de la notion de 'trous culturels", au sens de Kenneth Hale (1975) s’opposent aux idées relativistes dérivées de Sapir et Whorf, en ce qu’ils tendent à montrer que la connaissance voire la culture, peut être en partie réduite à un petit nombre de principes et d’intuitions universels. Ils ont donné lieu à une série de publications dans la revue Science.

## Aperçu biographique
Membre fondateur, avec Mitsou Ronat et Sophie Fischer, de l'Association des sciences du langage, ancien élève du Département de linguistique de Paris 8, il poursuit des recherches sous la direction de Richard Kayne avant d'effectuer des études postdoctorales au MIT où il rencontre Ken Hale et Noam Chomsky, dont il adopte l’idée que la linguistique est une branche de la psychologie cognitive.